# Среднеобратный ранг
Среднеобратный ранг (MRR) — статистическая оценка откликов процесса на запросы, упорядоченных по вероятности и правильности. Характеризует эффективность информационного поиска. Обратный ранг в данном случае означает обратное число номера (ранга) первого правильного ответа в списке откликов. Среднеобратный ранг определяется как среднее обратных рангов по всем запросам Q:
{\displaystyle {\text{MRR}}={\frac {1}{|Q|}}\sum _{i=1}^{|Q|}{\frac {1}{{\text{rank}}_{i}}}.\!}
где {\displaystyle {\text{rank}}_{i}} означает положение первого релевантного документа для запроса i.
Обратное значение среднеобратного ранга соответствует среднему гармоническому между рангами.

## Пример
Рассмотрим три запроса, которые переводят русские слова из единственного числа в родительный падеж множественного числа.  Во всех случаях данного примера система делает три попытки, первые попытки считаются системой наиболее правильными:
| Запрос  | Ответы                    | Правильный ответ | Ранг | Обратный ранг |
| ------- | ------------------------- | ---------------- | ---- | ------------- |
| кочерга | кочерг, кочергей, кочерёг | кочерёг          | 3    | 1/3           |
| попадья | попадь, попадей, попадьёв | попадей          | 2    | 1/2           |
| турок   | турок, турков, турчан     | турок            | 1    | 1             |

По этим примерам мы вычисляем среднеобратный ранг как (1/3 + 1/2 + 1)/3 = 11/18 , то есть приближённо 0.61.
Если же ни один из ответов не правильный, среднеобратный ранг считается равным 0. Обратите внимание, что только первый релевантный ответ учитывается, а последующие релевантные ответы игнорируются.